# Очковая летучая лисица
Очковая летучая лисица (лат. Pteropus conspicillatus) — вид рукокрылых из семейства крылановых.
Вид распространён в Австралии (Квинсленд), Индонезии, Папуа-Новой Гвинее. Встречается в низменных болотных, мангровых лесах и влажных тропических лесах от 0 до 200 метров над уровнем моря. Также встречается в первичных и нарушенных местообитаниях.
Длина тела 22—24 см, масса 400—1000 г. Характерной особенностью вида является светлая наподобие «очков» маска вокруг глаз. Мех тёмного цвета, редко чёрного, как и крылья. Размах крыльев составляет примерно 1 метр.
Животные активны ночью. В сумерки они объединяются в группы численностью несколько тысяч особей и отправляются на поиски пищи. Летучие лисицы играют важную роль в экосистеме дождевых лесов, распространяя семена и опыляя цветки растений. Животные питаются плодами и цветками миртовых (в первую очередь видами родов эвкалипт и сизигиум)) и плодами тутовых (инжир).
Размножение происходит с января по июнь. Самки рожают одного детёныша в год в октябре-декабре. Кормление длится более пяти месяцев, затем детёныши объединяются в детские колонии на деревьях. Половая зрелость наступает в возрасте 1 год
.
Продолжительность жизни составляет 12—15 лет.